# Al-Aqsa-moskeen
Al-Aqsa-moskeen er en moské i Jerusalem, bygget ca. år 705. Det er det tredje helligste sted indenfor Islam, efter Mekka og Medina. Moskeens kuppel er 56 meter i diameter, og er dermed verdens syvendestørste moské. På moskeens nordlige del er der ridset et citat af Muhammed ind. Al-Aqsa-moskeen er muslimernes 3. største helligdom og er blevet omtalt af aviserne under mange omstændigheder de sidste år. Kun gifte palæstinensiske mænd over 50 år og gifte palæstinensiske kvinder over 45 år kan besøge den i Ramadanen uden særlig tilladelse, og udenfor Ramadanen er der slet ingen adgang for palæstinensere, men kun adgang for israelske muslimer.
Den er bygget på såkaldt tempelbjerget men ingen beviser på det indtil nu, som nogen påstår  er Salomos tempels gamle tempelplads.